# Abbaye de Westminster
Ne doit pas être confondue avec la toute proche cathédrale de Westminster.
L'abbaye de Westminster construite par Augustus Welby Pugin est l'un des édifices religieux les plus célèbres de Londres. Sa construction date pour l'essentiel du XIIIe siècle, sous Henri III. C'est le lieu de sépulture d'une partie des rois et reines d'Angleterre et aussi des hommes et des femmes célèbres. Le Coin des poètes fait honneur aux écrivains du royaume. La quasi-totalité des couronnements des monarques anglais a eu lieu dans cette abbaye.
Westminster signifie « abbaye de l'Ouest » car celle-ci se situait à l'ouest de la City (en opposition à Eastminster, monastère cistercien qui se trouvait à l'est, au-delà de la tour de Londres, sur le site de l'actuelle Royal Mint). En ancien français, l'abbaye de Westminster se nommait Ouestmoustier (en latin monasterium).
Elle est classée au patrimoine mondial de l'UNESCO depuis 1987.

## Histoire

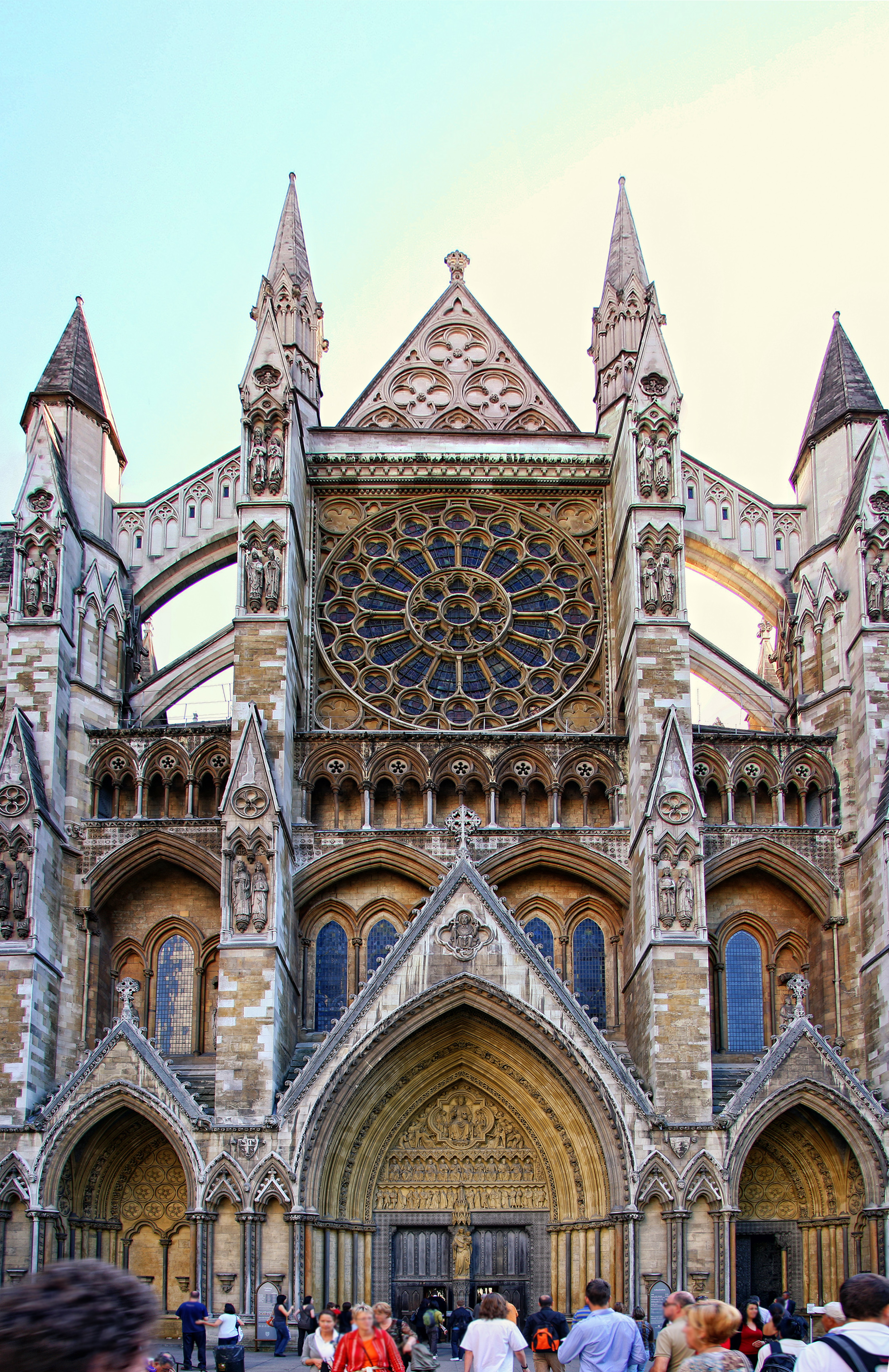
Entrée nord de l'abbaye.

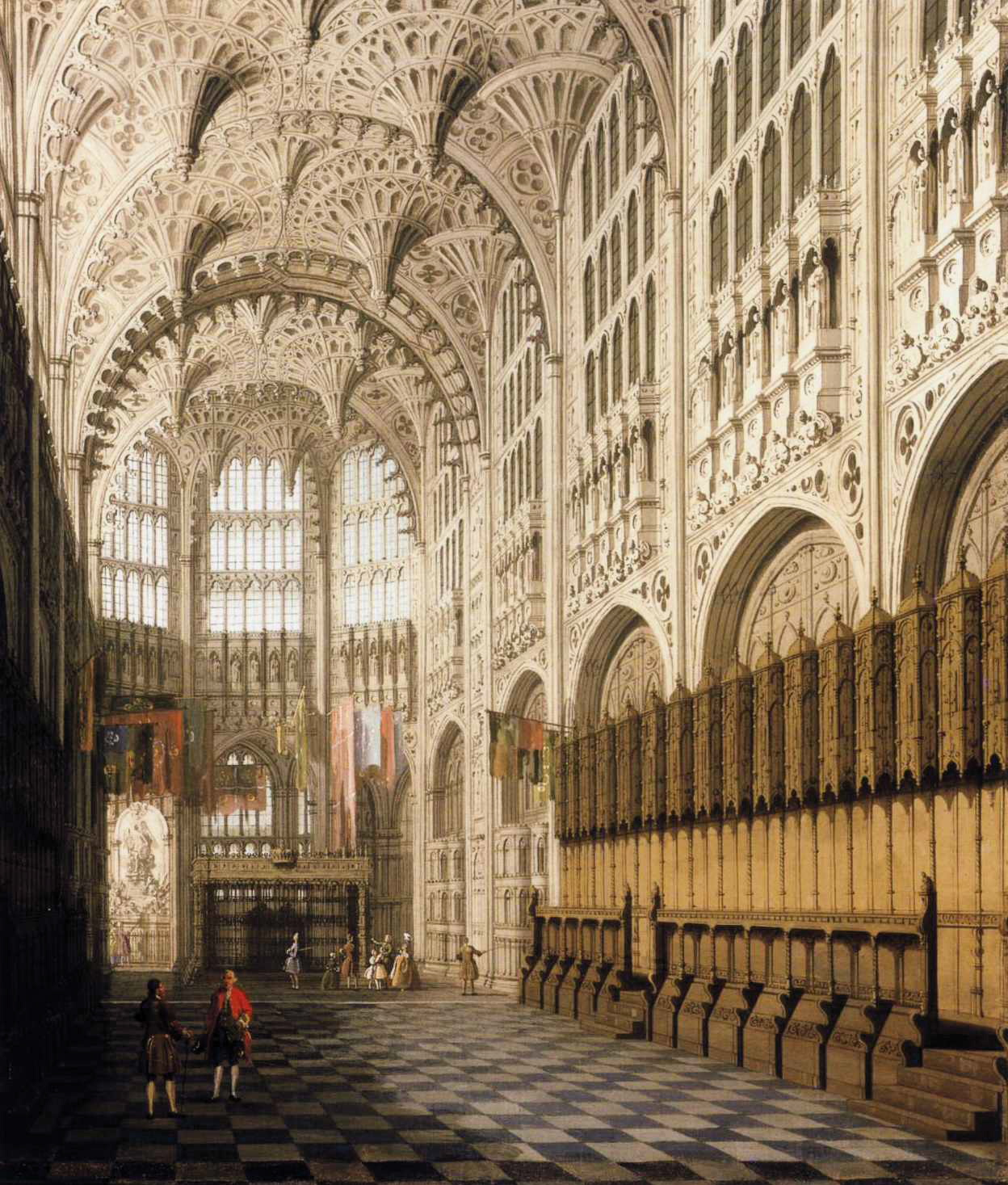
Canaletto, La Chapelle d, début des années 1750, collection privée.

Selon la légende, l'abbaye aurait été fondée en 616, sur le site d'un ancien îlot de la Tamise baptisé Thorn Ey (« île de Thorn »). Un pêcheur nommé Aldrich y aurait été témoin de visions de l'apôtre Pierre.
Au Xe siècle, Dunstan de Cantorbéry y installa une communauté de moines bénédictins avec l'appui du roi Edgar le Pacifique.
Par la suite, au milieu du XIe siècle, le roi anglo-saxon Édouard le Confesseur fait construire son palais sur les rives de la Tamise à proximité du monastère, qu'il décide alors de construire avec des dimensions plus grandes, et qu'il dédie à saint Pierre. L'abbatiale est consacrée le 28 décembre 1065, peu avant la mort du souverain le 5 janvier 1066. Le 6 janvier, Édouard le Confesseur est enterré dans l'église ; neuf ans plus tard son épouse, Édith de Wessex, est enterrée à ses côtés.
L’Angleterre est ensuite envahie par le duc de Normandie Guillaume le Conquérant : celui-ci se fait couronner roi d’Angleterre dans l’abbatiale le 25 décembre 1066.
Au XIIIe siècle, Henri III (1207-1272) décide de reconstruire l'église dans le style gothique. Il s'agit pour lui de suivre la mode architecturale et de donner un écrin splendide à la sépulture d'Édouard le Confesseur : son corps est exhumé et placé dans un nouveau tombeau en 1269. Les plans sont dessinés par Henry de Reynes (mort en 1254). Afin de valoriser le lieu et d'en faire un centre de pèlerinage, il adjoint à la dépouille de l'ancien roi une relique contenant le Précieux-Sang du Christ. Une procession, où le roi Henri III porte lui même le vase en cristal contenant le sang du Christ, est organisée en 1247. L'installation de cette relique procède aussi de la volonté du roi de concurrencer la Sainte-Chapelle de Saint-Louis où se trouve notamment la Couronne d'épines. 
En 1376, l'architecte Henri Yevele refait entièrement la nef. On lui doit également des travaux dans la tour de Londres et le palais de Westminster.
Entre 1503 et 1519, sous les règnes d'Henri VII et d'Henri VIII, on construit la Lady Chapel, aujourd'hui connue sous le nom de chapelle Henri-VII. La Renaissance artistique influence l'édification de cette partie de l'abbatiale et des artistes italiens y travaillent, comme le sculpteur Pietro Torrigiano. En 1540, les moines bénédictins doivent quitter le monastère lors de la réforme anglicane. Vingt ans plus tard, Élisabeth Ire refonde le monastère en lui donnant un statut différent : il n'y a plus d'abbé, le chapitre étant présidé par le doyen de Westminster.

## Lieu de couronnement

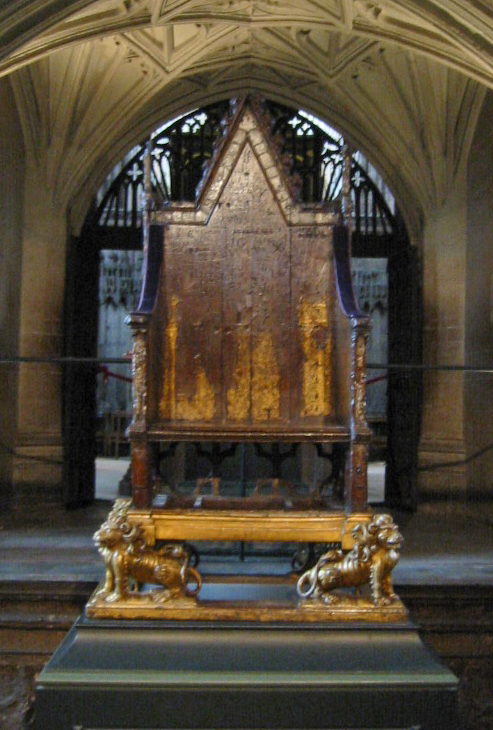
La King Edward's Chair.

Depuis Guillaume le Conquérant, le jour de Noël 1066, tous les rois d'Angleterre, puis du Royaume-Uni, sont couronnés dans l'abbatiale, à l'exception d'Édouard V et d'Édouard VIII. La King Edward's Chair (« Chaise du roi Édouard »), aussi appelée Coronation Chair (« Chaise du couronnement »), qui sert à l'intronisation des souverains britanniques depuis Édouard Ier, est aujourd'hui entreposée dans la chapelle Édouard-le-Confesseur. Mais dans l'hypothèse d'un prochain couronnement, le cérémonial veut qu'elle soit à nouveau placée dans le chœur de l'église face à l'autel.
Jusqu'en 1996, elle était accompagnée de la pierre du destin (ou pierre de Scone), qui était placée sous le siège et servait autrefois lors du couronnement des rois d'Écosse. Cette dernière est, depuis cette date, exposée au château d'Édimbourg.
Le 6 mai 2023, la cérémonie du couronnement de Charles III et de la reine Camilla subit quelques modifications par rapport aux couronnements précédents afin de représenter d'autres dénominations chrétiennes, cultures et communautés à travers le Royaume-Uni, et est plus courte que celle de la reine Élisabeth II en 1953.

## Une nécropole royale et nationale
Plus de 3 300 personnes sont également inhumées dans l'église dont 16 ou 17 monarques britanniques, accompagnés pour certains d'entre eux de leurs conjoints, et de nombreuses autres personnages illustres, dont six Premiers ministres britanniques, des écrivains, des poètes, des scientifiques, des acteurs ou encore des explorateurs.
La tombe du Soldat inconnu se trouve près de la porte occidentale, enterré parmi les rois parce qu'il « avait agi pour le bien, pour la cause de Dieu et de son foyer ».

## Architecture

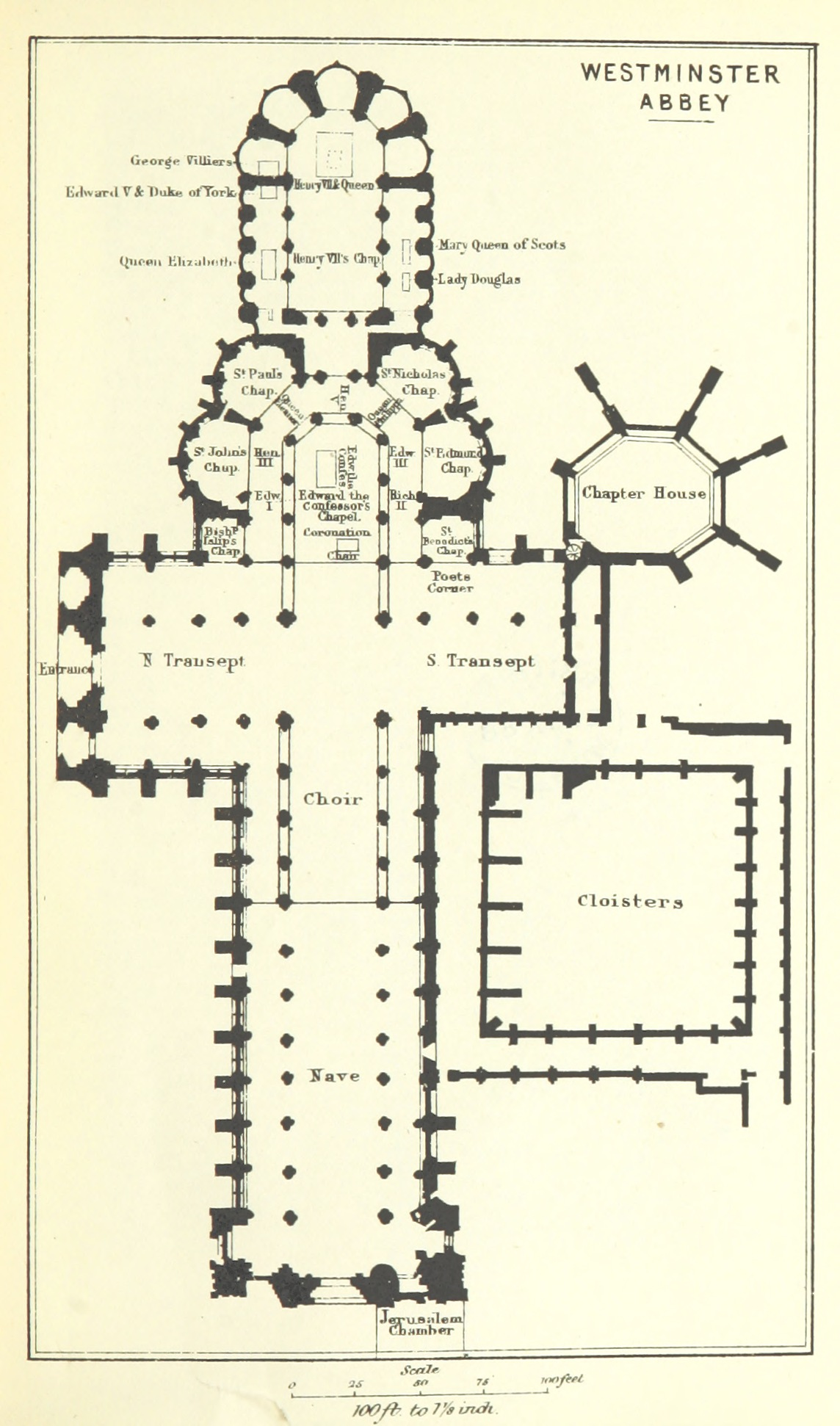
Plan de l'abbaye, montrant les chapelles latérales et les principales tombes royales.

L'édifice est principalement construit dans le style gothique géométrique, utilisant pour les parements la pierre de Reigate. L'église possède une nef à onze travées avec des bas-côtés, un transept et un chœur avec un déambulatoire et des chapelles rayonnantes. Le bâtiment est soutenu par deux niveaux d'arcs-boutants.
L'extrémité ouest de la nef et la façade ouest ont été conçues par Henry Yevele dans le style gothique perpendiculaire. La chapelle Henry VII a été construite en style perpendiculaire tardif, en pierre de Huddlestone, probablement par Robert et William Vertue. Les tours occidentales, conçues par Nicholas Hawksmoor, mêlent le style gothique de l'abbaye au style baroque à la mode à cette époque.
L'abbaye de Westminster moderne s'inspire largement des styles gothiques français, notamment ceux de la cathédrale de Reims, plutôt que des styles gothiques anglais contemporains. Par exemple, le style gothique anglais privilégie les tours larges et élaborées, alors que l'abbaye de Westminster n'en avait pas avant le XVIIIe siècle. Elle est également plus proche des églises françaises que des églises anglaises en termes de rapport entre la largeur et la hauteur : l'abbaye de Westminster possède la nef la plus haute de toutes les églises gothiques d'Angleterre, et cette nef est beaucoup plus étroite que n'importe quelle église anglaise médiévale de hauteur similaire. Au lieu d'une extrémité orientale courte et carrée (comme c'était la mode anglaise), l'abbaye de Westminster possède une longue abside arrondie, et possède également des chapelles rayonnantes à partir du déambulatoire, ce qui est typique du style gothique français. Cependant, on y trouve aussi des éléments typiquement anglais dans l'utilisation de matériaux de couleurs contrastées, comme le marbre de Purbeck associé à la pierre blanche de la croisée du transept.
L'entrée nord possède trois porches, le porche central comportant un tympan finement sculpté, ce qui lui a valu le surnom de « porche de Salomon » en référence au temple légendaire de Jérusalem.
L'abbaye conserve ses cloîtres des XIIIe et XIVe siècles, qui devaient être l'une des parties les plus fréquentées de l'église lorsqu'elle faisait partie du monastère. Le cloître ouest était utilisé pour l'enseignement des moines novices, celui du nord pour les études privées. Le cloître sud menait au réfectoire, et celui de l'est à la salle capitulaire et au dortoir. Dans le coin sud-ouest du cloître se trouve un cellier autrefois utilisé par les moines pour stocker le vin et la nourriture : à l'époque moderne, il est devenu la cafétéria de l'abbaye. Le cloître nord et l'extrémité nord du cloître oriental, le plus proche de l'église, sont les plus anciens ; ils datent d'environ 1250, tandis que les autres datent de 1352 à 1366. L'abbaye contient également un petit cloître, sur le site de l'infirmerie des moines. Le petit cloître date de la fin du XVIIe siècle et comporte un petit jardin avec une fontaine en son centre. Un passage du petit cloître mène au College Garden, qui est utilisé en continu depuis 900 ans, à l'origine comme jardin médicinal pour les moines de l'abbaye et maintenant dominé par les maisons des chanoines et le dortoir de la Westminster School.
La partie la plus récente de l'abbaye est la tour Weston, achevée en 2018 et conçue par Ptolémée Dean. Elle se trouve entre la salle capitulaire et la chapelle Henri VII, et contient une cage d'ascenseur et un escalier en colimaçon pour permettre l'accès du public au triforium, qui comprend les galeries du jubilé de diamant de la reine. La tour a un plan en forme d'étoile et des fenêtres à plombs avec un toit élaboré, en couronne. La cage d'ascenseur, à l'intérieur, est revêtue de seize types de pierre marquant l'histoire de l'abbaye, dont le marbre de Purbeck, la pierre de Reigate et la pierre de Portland. Le projet a duré cinq ans ; les galeries ont été conçues par McInnes Usher McKnight.

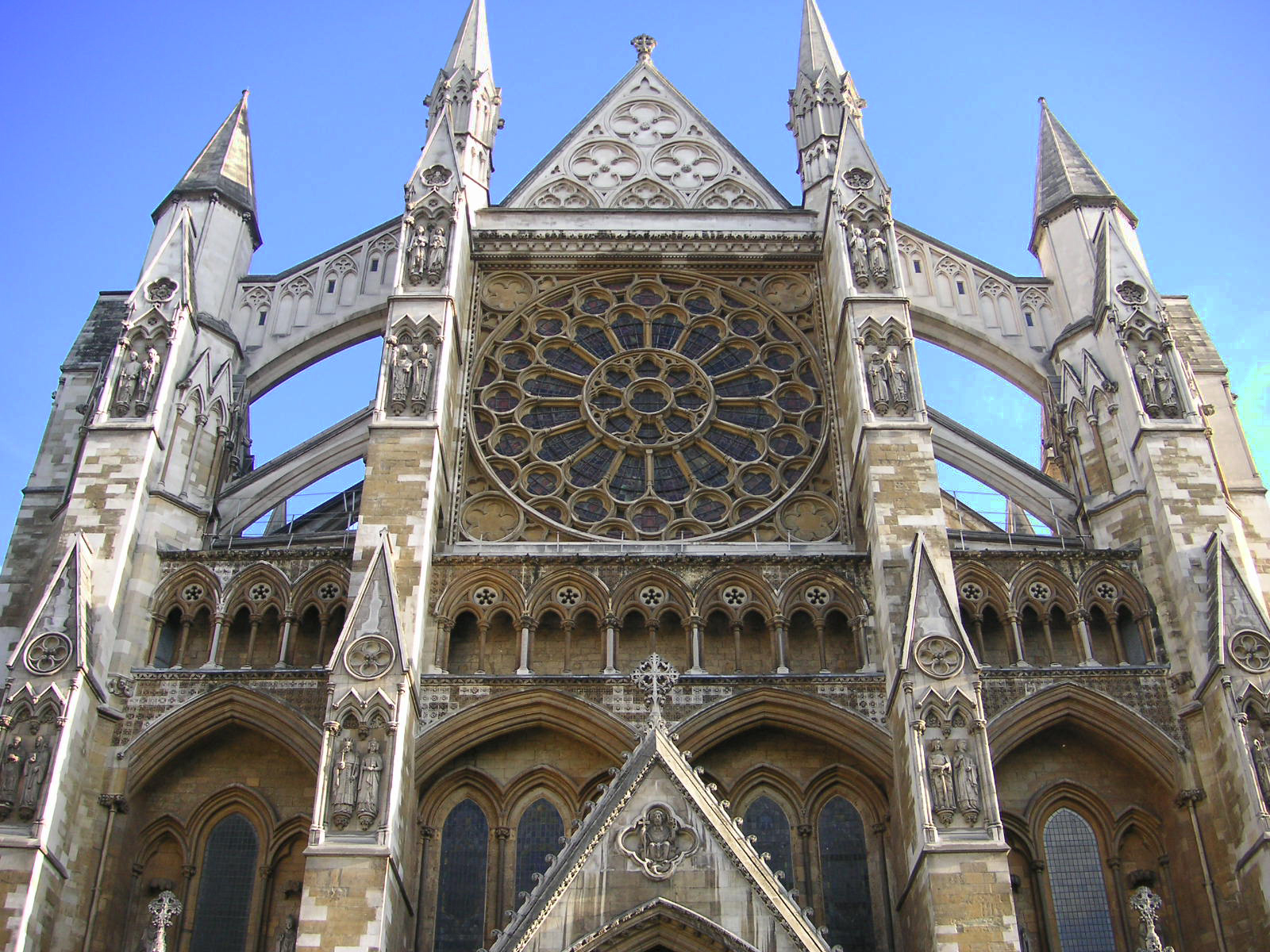
Porte nord de l'abbaye, surmontée d'une rosace et d'arcs-boutants.
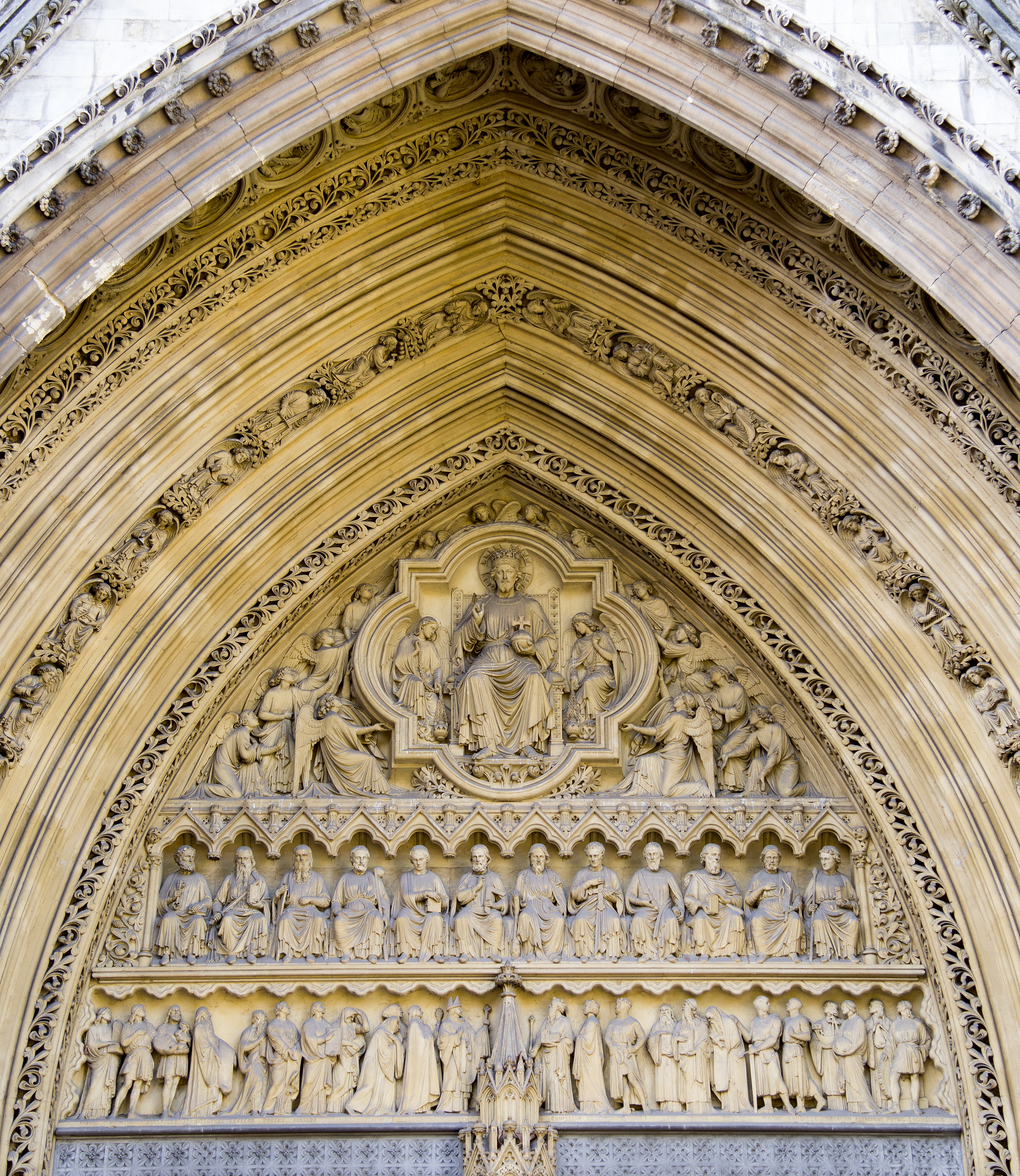
Tympan au-dessus de l'entrée nord.
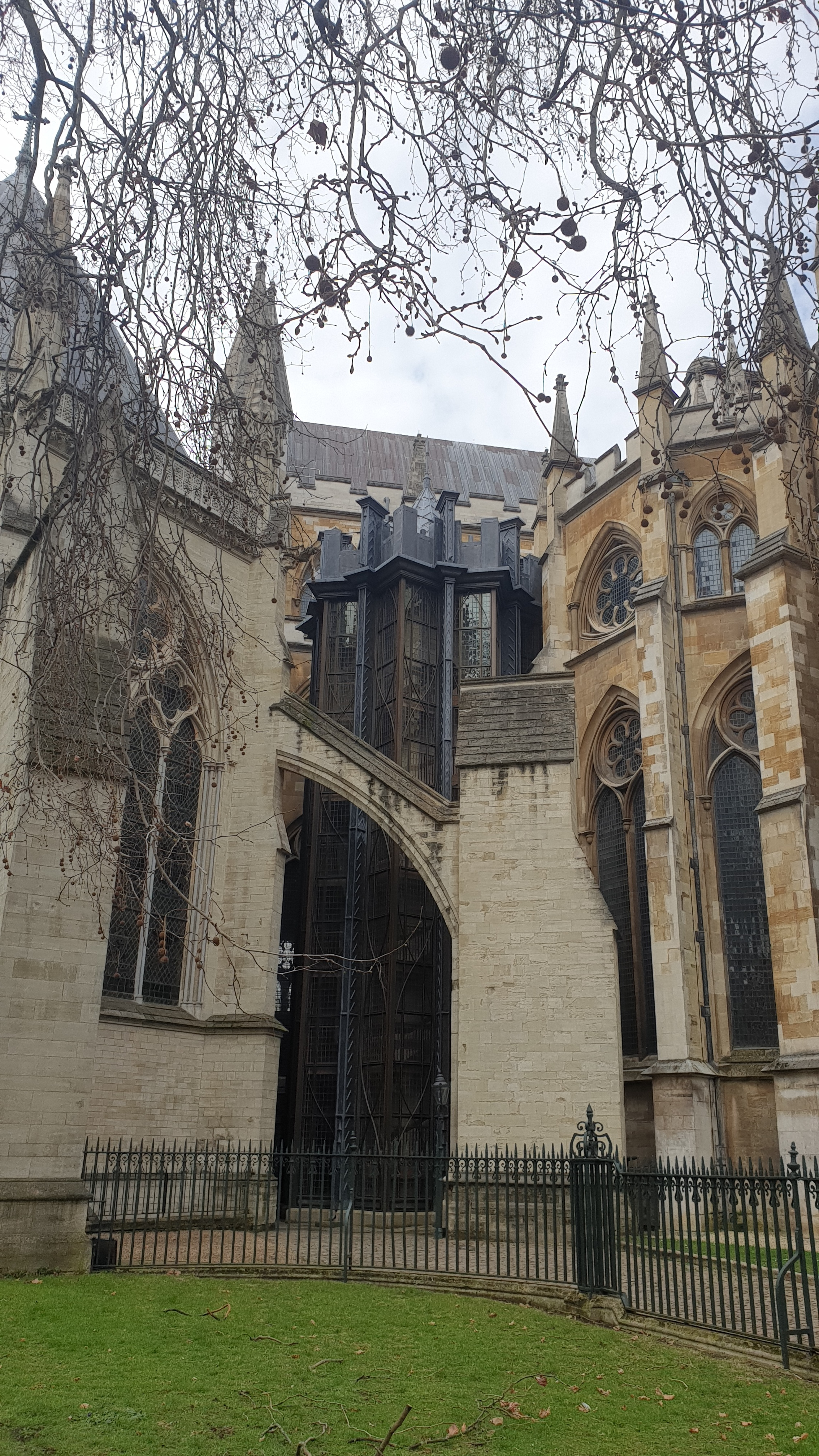
La tour Weston, nichée derrière un arc-boutant.
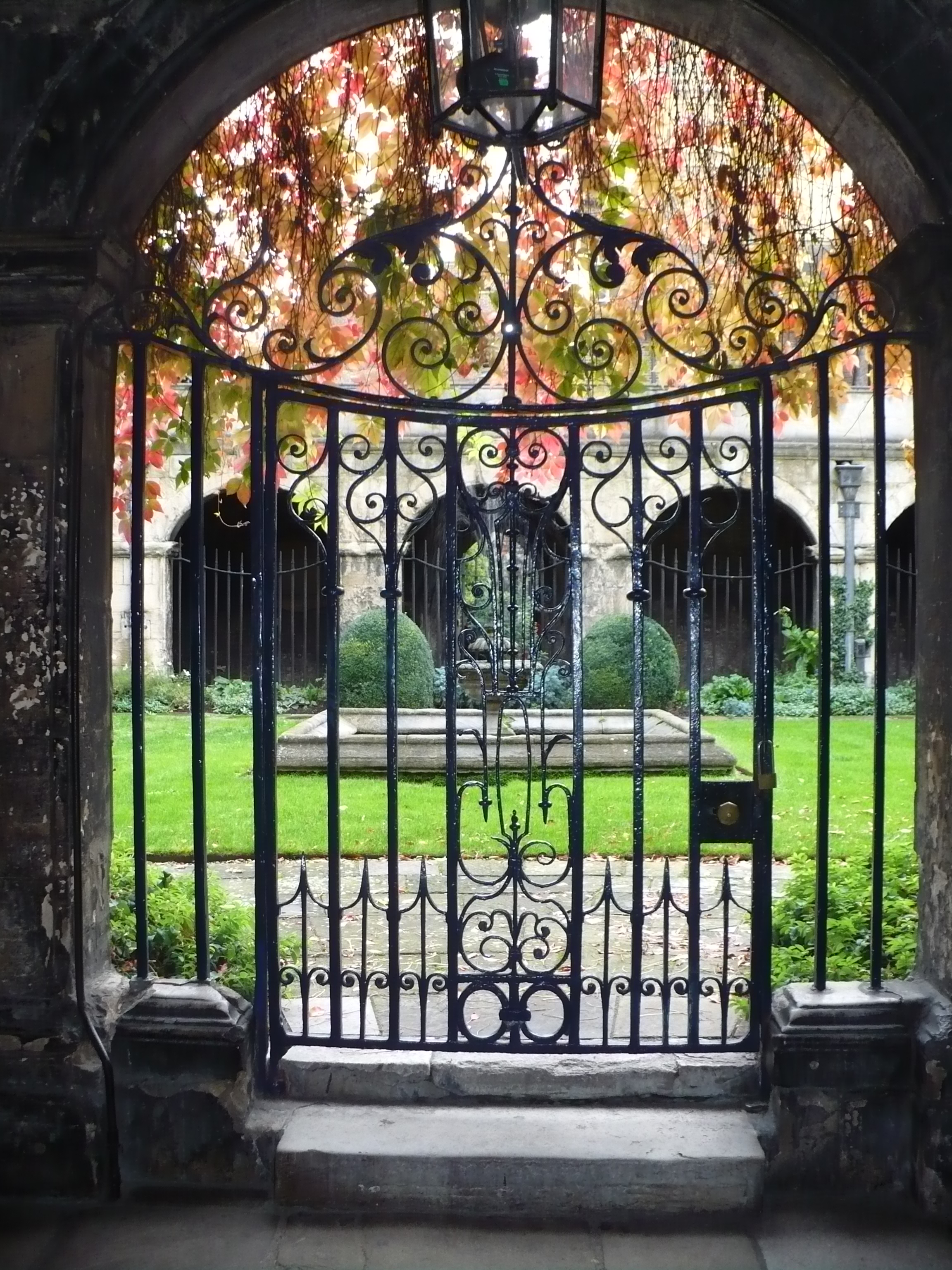
Le Petit Cloître de l'abbaye.
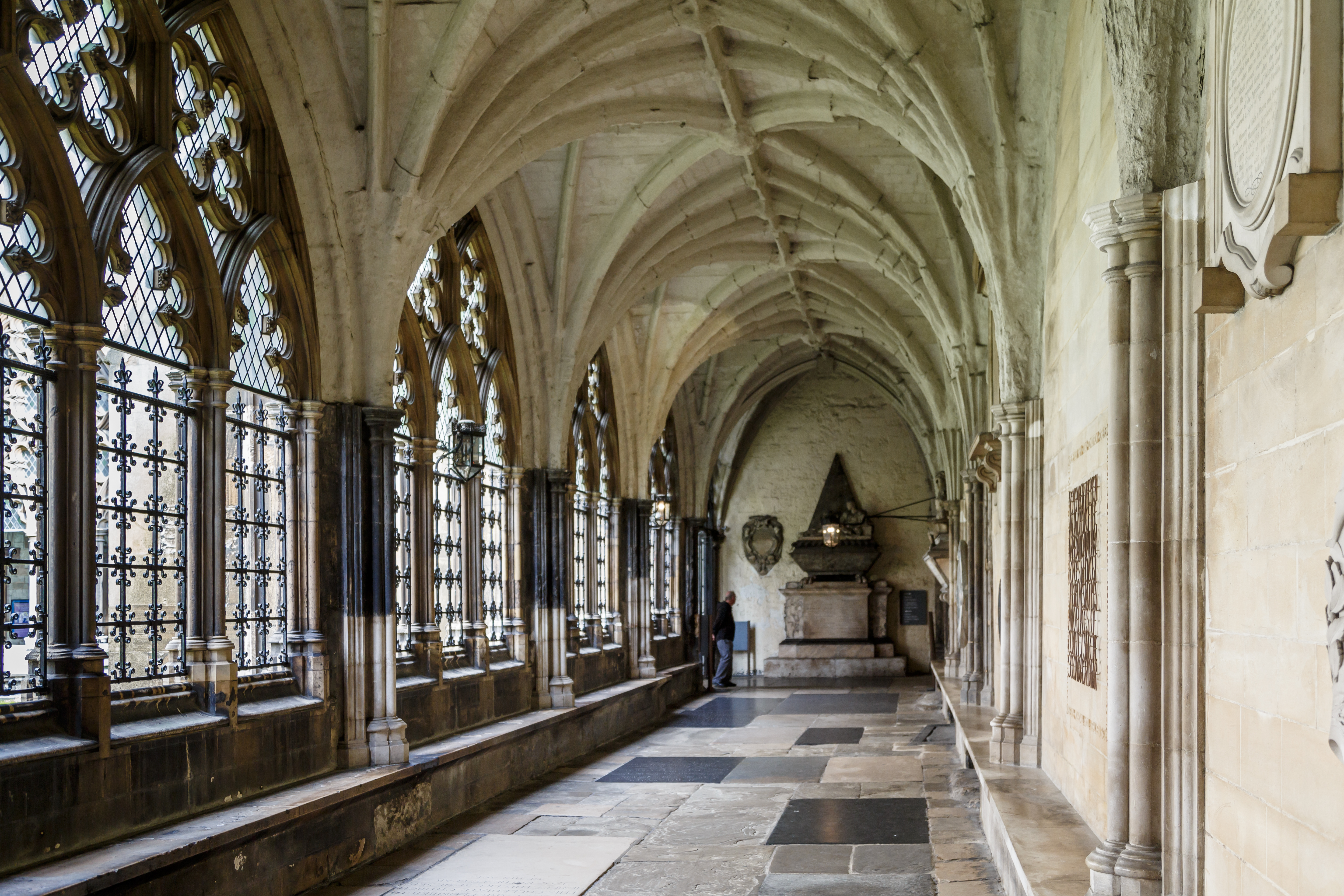
Le cloître nord, à l'usage des moines pour l'étude privée.

## Description
La façade est rocheuse et lisse à la fois. Les tours médiévales n'étant pas achevées au XVIIIe siècle, la façade de l'édifice fut réalisée à cette époque par Nicholas Hawksmoor. Elle présente deux grandes tours symétriques de style gothique.
L'abbatiale a un plan en croix latine, mais elle a subi plusieurs transformations au cours des siècles ; l'ajout de la Lady Chapel l'agrandit considérablement vers l'est au XVIe siècle.

### Nef centrale
La nef est l'endroit où se rassemblent les fidèles au moment des offices et des cérémonies. Celle de Westminster est relativement étroite (10 mètres) mais s'élève à 31 mètres au-dessus du sol.

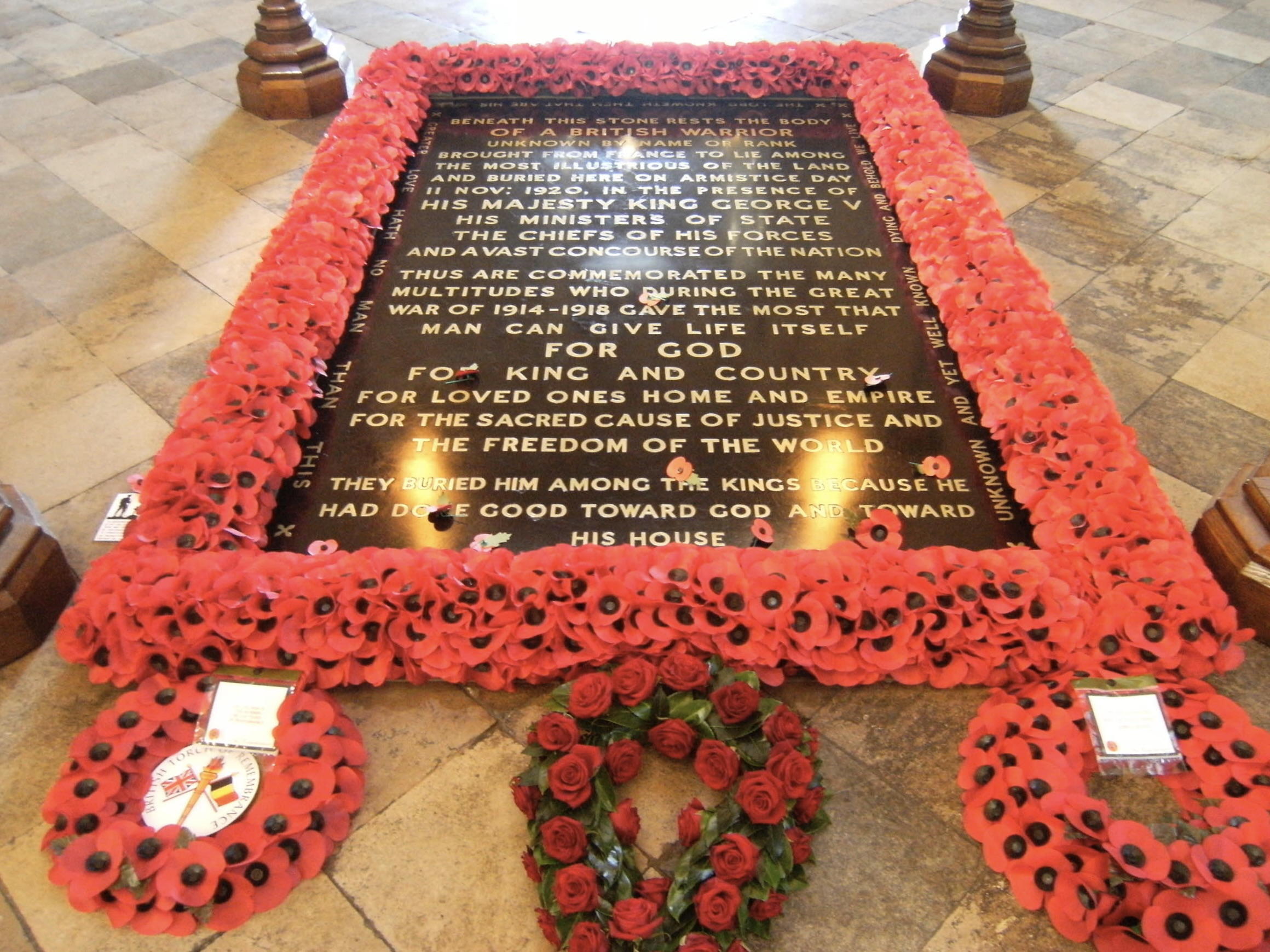
Tombe du Soldat inconnu.

La tombe du Soldat inconnu britannique, tombé durant la Première Guerre mondiale, est située à l'entrée de l'église depuis 1920. Elle est la seule de l'abbaye sur laquelle il est interdit de marcher. Elle est protégée par des coquelicots (poppies) artificiels.
David Livingstone (1813-1873), le célèbre explorateur qui découvrit la vallée du Zambèze et consacra une partie de sa vie à rechercher les sources du Nil, repose également dans l'allée centrale.

### Chapelle Édouard-le-Confesseur
C'est ici qu'est inhumé le roi Édouard le Confesseur. Sa châsse est entourée des tombeaux de cinq autres rois et trois reines du Moyen Âge.

### Chapelle Henri-VII

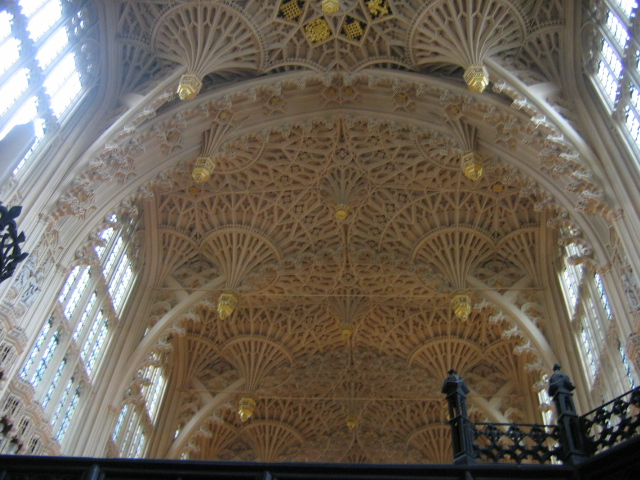
Voûte de la chapelle Henri-VII.

Anciennement Lady Chapel, elle a été élevée au début du XVIe siècle par le roi Henri VII. Elle abrite le tombeau monumental du roi et de son épouse Élisabeth d'York. Dans l'aile nord se trouve le gisant de la reine Élisabeth Ire (1558-1603). Sa sœur aînée, la reine Marie Ire (1553-1558), est enterrée dans la même tombe. L'aile sud renferme les tombeaux de Marguerite Beaufort, mère d'Henri VII, de Marie Stuart, reine d'Écosse, et de Margaret Douglas, nièce d'Henri VIII et belle-mère de Marie Stuart.

### Coin des poètes
Situé dans le croisillon du transept sud, le Coin des poètes (Poets' Corner) concentre des monuments à la gloire des principaux écrivains du Royaume : Matthew Gregory Lewis, Geoffrey Chaucer, Coleridge, Charles Dickens, William Shakespeare, William Wordsworth, Alexander Pope, Lewis Carroll, etc.

### Coin des hommes d'État
Cet endroit présente des plaques commémoratives à la gloire des principaux hommes d'État du Royaume : Churchill, Benjamin Disraeli, Robert Peel, etc. Six Premiers ministres de Grande-Bretagne sont effectivement inhumés dans l'abbaye : William Pitt le Jeune, George Canning, William Gladstone, Andrew Bonar Law, Neville Chamberlain et Clement Attlee.

### Coin des hommes de science

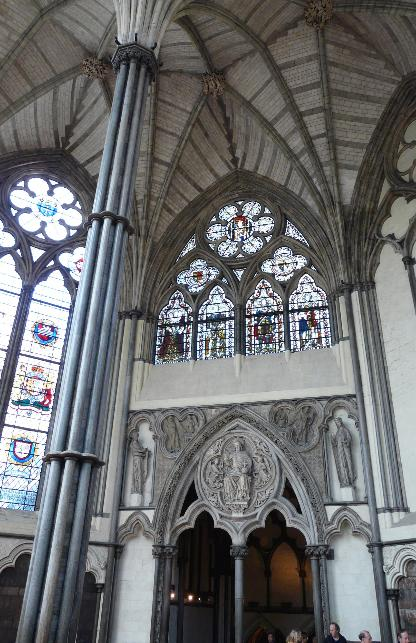
La salle capitulaire.

Cet endroit présente des plaques commémoratives et des tombeaux à la gloire des principaux hommes de science du Royaume-Uni : James Prescott Joule, George Stephenson, James Watt, Isaac Newton, Joseph John Thomson, William et John Herschel, Charles Darwin, Paul Dirac ou encore Stephen Hawking.

### Crypte de Saint-Pierre
C'est dans la crypte de Saint-Pierre que se trouve le musée de l'Abbaye de Westminster, qui est situé dans une des plus anciennes parties de l'abbaye, datant du XIe siècle. L'exposition comprend une collection unique d'effigies royales et funéraires, ainsi que d'autres trésors, comme une pièce d'autel du XIIIe siècle, connue sous le nom de retable de Westminster.

### Salle capitulaire
La salle capitulaire, située à quelques mètres au sud de l’église, date de 1248-1253 et abrite des fresques du XVe siècle. C'est une salle octogonale d'un diamètre de 18 m présentant des voûtes à liernes et à tiercerons retombant sur un pilier central à 8 colonnettes en marbre de Purbeck. Ses murs sont en partie recouverts de peintures médiévales.

### Cloître

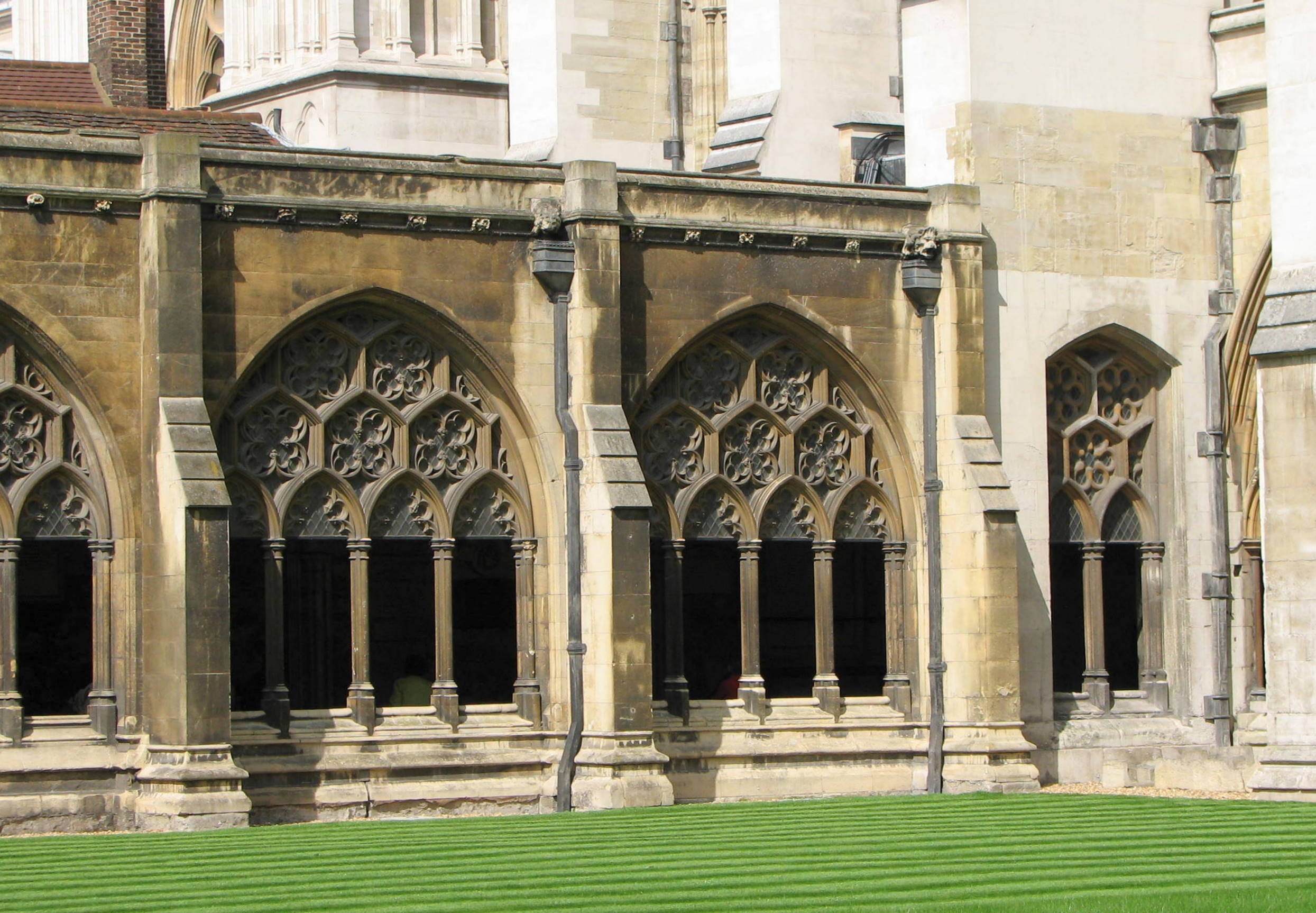
Le cloître.

Bâti aux XIIIe et XIVe siècles, il a subi des remaniements au XIXe siècle. Plusieurs personnalités sont enterrées sous des dalles, abbés ou musiciens, parmi lesquels :
- Muzio Clementi (1752-1832), considéré comme étant le « père du piano-forte » ;
- Pelham Humfrey (1647-1674), élève présumé de Jean-Baptiste Lully et professeur d'Henry Purcell.

## Liste des abbés de Westminster
- Edwin (1049-v. 1071).
- Geoffroy de Jumièges (v. 1071-v. 1075).
- Vital de Creuilly (1076-1085), moine de Fécamp et abbé de Bernay (v. 1050-1076).
- Gilbert Crispin (1085-1117), moine du Bec.
- Herbert (1121-v. 1136), probablement moine du Bec.
- Gervaise de Blois (1137-1157), fils naturel du roi Étienne de Blois, déposé en 1157.
- Laurence de Durham (v. 1158-1173), moine de Durham et Saint-Alban.
- Walter de Winchester (1175-1190), prieur de Winchester.
- William Postard (1191-1200), prieur de Westminster.
- Ralph d'Arundel dit « Papilon » (1200-1214), prieur de Hurley.
- William de Humez (1214-1222).
- Richard de Berkying (1222-1246), prieur de Westminster.
- Richard de Crokesley (1246-1258).
- Philip de Lewisham (1258).
- Richard de Ware (1258-1283).
- Walter de Wenlok (1283-1307), trésorier d'Angleterre.
- Richard de Kedyngton dit Sudbury (1308-1315).
- William de Curtlyngton (1315-1333).
- Thomas de Henley (1333-1344).
- Simon de Bircheston (1344-1349).
- Simon Langham (1349-1362), évêque d'Ely (1362-1366), chancelier d'Angleterre, archevêque de Cantorbéry (1366-1376) et cardinal.
- Nicholas de Litlyngton (1362-1386), prieur de Westminster.
- William de Colchester (1386-1420).
- Richard Harweden (1420-1440).
- Edmund Kyrton (1440-1462), prieur de Gloucester Hall.
- George Norwich (1463-1469).
- Thomas Millyng (1469-1474), évêque de Hereford (1474-1492).
- John Esteney (1474-1498).
- George Fascet (1498-1500), prieur de Westminster.
- John Islip (1500-1532), prieur de Westminster.
- William Benson (1533-1540), premier doyen de Westminster après la dissolution des monastères.

## Personnalités royales inhumées
1. Édouard le Confesseur, roi d'Angleterre (1003 - 5 janvier 1066) (fils d'Æthelred le Malavisé et d'Emma de Normandie).
2. Édith de Wessex, reine d'Angleterre (1025 - 19 décembre 1075) (épouse d'Édouard le Confesseur).
3. Mathilde d'Écosse, reine d'Angleterre (1080 - 1er mai 1118) (première épouse d'Henri Ier).
4. Henri III, roi d'Angleterre et seigneur d'Irlande, duc d'Aquitaine (1er octobre 1207 - 16 novembre 1272) (fils de Jean sans Terre et d'Isabelle d'Angoulême).
5. Edmond de Lancastre, comte de Lancastre (16 janvier 1245 - 5 juin 1296) (fils d'Henri III et d'Éléonore de Provence).
6. Aveline de Forz, comtesse d'Aumale (20 janvier 1259 - 10 novembre 1274) (première épouse d'Edmond de Lancastre).
7. Catherine d'Angleterre, princesse d'Angleterre (25 novembre 1253 - 3 mai 1257) (fille d'Henri III et d'Éléonore de Provence).
8. Édouard Ier, roi d'Angleterre (17 juin 1239 - 7 juillet 1307) (fils d'Henri III et d'Éléonore de Provence).
9. Éléonore de Castille, reine d'Angleterre (1241 - 28 novembre 1290) (première épouse d'Édouard Ier, fille de Ferdinand III de Castille et de Jeanne de Dammartin).
10. Catherine d'Angleterre, princesse d'Angleterre (17 juin 1264 - 5 septembre 1264) (fille d'Édouard Ier et d'Éléonore de Castille).
11. Jeanne d'Angleterre, princesse d'Angleterre (janvier 1265 - 7 septembre 1265) (fille d'Édouard Ier et d'Éléonore de Castille).
12. Jean d'Angleterre, prince d'Angleterre (13 juillet 1266 - 3 août 1271) (fils d'Édouard Ier et d'Éléonore de Castille).
13. Henri d'Angleterre, prince d'Angleterre (6 mai 1268 - 14 octobre 1274) (fils d'Édouard Ier et d'Éléonore de Castille).
14. Aliénor d'Angleterre, comtesse de Bar (18 juin 1269 - 29 août 1298) (fille d'Édouard Ier et d'Éléonore de Castille, épouse d'Henri III de Bar).
15. Alphonse d'Angleterre, comte de Chester (24 novembre 1273 - 19 août 1284) (fils d'Édouard Ier et d'Éléonore de Castille).
16. Bérengère d'Angleterre, princesse d'Angleterre (1er mai 1276 - 7 juin 1277) (fille d'Édouard Ier et d'Éléonore de Castille).
17. Princesse sans nom (décembre 1277 - janvier 1278) (fille d'Édouard Ier et d'Éléonore de Castille).
18. Edmond de Woodstock, comte de Kent (5 août 1301 - 19 mars 1330) (fils d'Édouard Ier et de Marguerite de France).
19. Jean d'Eltham, comte de Cornouailles (25 août 1316 - 13 septembre 1336) (fils d'Édouard II et d'Isabelle de France).
20. Édouard III, roi d'Angleterre et seigneur d'Irlande, duc d'Aquitaine (13 novembre 1312 - 21 juin 1377) (fils d'Édouard II et d'Isabelle de France).
21. Philippa de Hainaut, reine d'Angleterre (24 juin 1314 - 15 août 1369) (épouse d'Édouard III).
22. Éléonore de Bohun, duchesse de Gloucester et d'Aumale, comtesse d'Essex et de Buckingham (1366 - 3 octobre 1399) (épouse de Thomas de Woodstock).
23. Richard II, roi d'Angleterre et seigneur d'Irlande, duc d'Aquitaine (6 janvier 1367 - 14 février 1400) (fils d'Édouard de Woodstock et de Jeanne de Kent, petit-fils d'Édouard III et de Philippa de Hainaut).
24. Anne de Bohême, reine d'Angleterre (11 mai 1366 - 7 juin 1394) (première épouse de Richard II).
25. Henri V, roi d'Angleterre et seigneur d'Irlande, duc d'Aquitaine (16 septembre 1387 - 31 août 1422) (fils d'Henri IV et de Marie de Bohun).
26. Catherine de Valois, reine d'Angleterre (27 octobre 1401 - 3 janvier 1437) (épouse d'Henri V).
27. Marguerite d'York, princesse d'Angleterre (10 avril 1472 - 11 décembre 1472) (fille d'Édouard IV et d'Élisabeth Woodville).
28. Richard de Shrewsbury, duc d'York et de Norfolk (17 août 1473 - septembre 1483) (fils d'Édouard IV et d'Élisabeth Woodville).
29. Anne de Mowbray, duchesse d'York et de Norfolk (10 décembre 1472 - 19 novembre 1481) (épouse de Richard de Shrewsbury).
30. Édouard V, roi d'Angleterre et seigneur d'Irlande (4 novembre 1470 - septembre 1483) (fils d'Édouard IV et d'Élisabeth Woodville).
31. Anne Neville, reine d'Angleterre (11 juin 1456 - 16 mars 1485) (épouse de Richard III).
32. Margaret Beaufort, comtesse de Richmond et de Derby (31 mai 1443 - 29 juin 1509) (première épouse d'Edmond Tudor).
33. Henri VII, roi d'Angleterre et seigneur d'Irlande (28 janvier 1457 - 21 avril 1509) (fils d'Edmond Tudor et de Margaret Beaufort).
34. Élisabeth d'York, reine d'Angleterre (11 février 1466 - 11 février 1503) (épouse d'Henri VII d'Angleterre).
35. Élisabeth Tudor, princesse d'Angleterre (2 juillet 1492 - 14 septembre 1495) (fille d'Henri VII d'Angleterre et d'Élisabeth d'York).
36. Edmond Tudor, duc de Somerset (21 février 1499 - 19 juin 1500) (fils d'Henri VII d'Angleterre et d'Élisabeth d'York).
37. Catherine Tudor, princesse d'Angleterre (2 février 1503 - 10 février 1503) (fille d'Henri VII d'Angleterre et d'Élisabeth d'York).
38. Anne de Clèves, reine d'Angleterre (22 septembre 1515 - 16 juillet 1557) (quatrième épouse d'Henri VIII d'Angleterre).
39. Henri Tudor, duc de Cornouailles (1er janvier 1511 - 22 février 1511) (fils d'Henri VIII d'Angleterre et de Catherine d'Aragon).
40. Prince sans nom (Mort-né en octobre 1513) (fils d'Henri VIII d'Angleterre et de Catherine d'Aragon).
41. Édouard VI, roi d’Angleterre et d’Irlande (12 octobre 1537 - 6 juillet 1553) (fils d'Henri VIII d'Angleterre et de Jeanne Seymour).
42. Marie Ire, reine d’Angleterre et d’Irlande, reine consort d'Espagne (18 février 1516 - 17 novembre 1558) (fille d'Henri VIII et de Catherine d'Aragon).
43. Élisabeth Ire, reine d’Angleterre et d’Irlande (7 septembre 1533 - 24 mars 1603) (fille d'Henri VIII et d'Anne Boleyn).
44. Marie Ire, reine d'Écosse, reine de France (8 décembre 1542 - 8 février 1587) (fille de Jacques V et de Marie de Guise).
45. Jacques Ier, roi d'Angleterre et d'Irlande, roi d'Écosse (18 juin 1566 - 27 mars 1625) (fils de Marie Ire et d'Henry Stuart).
46. Anne de Danemark, reine d'Angleterre et d'Irlande, reine consort d'Écosse (12 décembre 1574 - 2 mars 1619) (épouse de Jacques Ier).
47. Henri-Frédéric Stuart, prince de Galles, duc de Rothesay et de Cornouailles (19 février 1594 - 6 novembre 1612) (fils de Jacques Ier et d'Anne de Danemark).
48. Élisabeth Stuart, électrice palatine, reine de Bohême (19 août 1596 - 13 février 1662) (fille de Jacques Ier et d'Anne de Danemark, épouse de Frédéric V du Palatinat).
49. Rupert du Rhin, comte palatin du Rhin, duc de Bavière et de Cumberland (17 décembre 1619 - 19 novembre 1682) (fils d'Élisabeth Stuart et de Frédéric V du Palatinat).
50. Marie Stuart, princesse d'Angleterre (8 avril 1605 - 16 décembre 1607) (fille de Jacques Ier et d'Anne de Danemark).
51. Sophie Stuart, princesse d'Angleterre (2 juin 1606 - 28 juin 1606) (fille de Jacques Ier et d'Anne de Danemark).
52. Charles Jacques Stuart, duc de Cornouailles (Mort-né le 13 mai 1629) (fils de Charles Ier et d'Henriette Marie de France).
53. Marie Henriette Stuart, princesse d'Orange, comtesse de Nassau (4 novembre 1631 - 24 décembre 1660) (fille de Charles Ier et d'Henriette Marie de France, épouse de Guillaume II d'Orange-Nassau).
54. Anne Stuart, princesse d'Angleterre (17 mars 1637 - 5 novembre 1640) (fille de Charles Ier et d'Henriette Marie de France).
55. Catherine Stuart, princesse d'Angleterre (Mort-née le 29 juin 1639) (fille de Charles Ier et d'Henriette Marie de France).
56. Henri Stuart, duc de Gloucester (8 juillet 1640 - 13 septembre 1660) (fils de Charles Ier et d'Henriette Marie de France).
57. Charles II, roi d'Angleterre et d'Irlande, roi d'Écosse (29 mai 1630 - 6 février 1685) (fils de Charles Ier et d'Henriette Marie de France).
58. Anne Hyde, duchesse d'York et d'Albany (12 mars 1637 - 31 mars 1671) (première épouse de Jacques II).
59. Charles Stuart, duc de Cambridge (22 octobre 1660 - 5 mai 1661) (fils de Jacques II et d'Anne Hyde).
60. Jacques Stuart, duc de Cambridge (12 juillet 1663 - 20 juin 1667) (fils de Jacques II et d'Anne Hyde).
61. Charles Stuart, duc de Kendal (4 juillet 1666 - 22 mai 1667) (fils de Jacques II et d'Anne Hyde).
62. Edgar Stuart, duc de Cambridge (14 septembre 1667 - 8 juin 1671) (fils de Jacques II et d'Anne Hyde).
63. Henriette Stuart, princesse d'Angleterre (13 janvier 1669 - 15 novembre 1669) (fille de Jacques II et d'Anne Hyde).
64. Catherine Stuart, princesse d'Angleterre (9 février 1671 - 5 décembre 1671) (fille de Jacques II et d'Anne Hyde).
65. Catherine Laura Stuart, princesse d'Angleterre (10 janvier 1675 - 3 octobre 1676) (fille de Jacques II et de Marie de Modène).
66. Isabelle Stuart, princesse d'Angleterre (28 août 1676 - 2 mars 1681) (fille de Jacques II et de Marie de Modène).
67. Charles Stuart, duc de Cambridge (7 novembre 1677 - 12 décembre 1677) (fils de Jacques II et de Marie de Modène).
68. Charlotte Marie Stuart, princesse d'Angleterre (16 août 1682 - 16 octobre 1682) (fille de Jacques II et de Marie de Modène).
69. Marie II, reine d'Angleterre et d'Irlande et reine d'Écosse conjointement avec Guillaume III (30 avril 1662 - 28 décembre 1694) (fille de Jacques II et d'Anne Hyde, épouse de Guillaume III).
70. Guillaume III, roi d'Angleterre et d'Irlande, roi d'Écosse, stathouder des Provinces-Unies (14 novembre 1650 - 8 mars 1702) (fils de Guillaume II et de Marie Henriette Stuart).
71. Anne, reine d'Angleterre, d'Irlande et d'Écosse puis reine de Grande-Bretagne et d'Irlande (6 février 1665 - 1er août 1714) (fille de Jacques II et d'Anne Hyde).
72. Georges de Danemark, époux de la reine Anne, prince d'Angleterre, d'Irlande et d'Écosse puis prince de Grande-Bretagne et d'Irlande (2 avril 1653 - 28 octobre 1708).
73. Princesse sans nom (mort-née le 12 mai 1684) (fille d'Anne et de Georges de Danemark).
74. Marie de Danemark, princesse de Danemark et de Norvège (2 juin 1685 - 8 février 1687) (fille d'Anne et de Georges de Danemark).
75. Anne Sophie de Danemark, princesse de Danemark et de Norvège (12 mai 1686 - 2 février 1687) (fille d'Anne et de Georges de Danemark).
76. Enfant sans nom (mort-né le 21 janvier 1687) (enfant d'Anne et de Georges de Danemark).
77. Prince sans nom (mort-né le 22 octobre 1687) (fils d'Anne et de Georges de Danemark).
78. Enfant sans nom (mort-né le 16 avril 1688) (enfant d'Anne et de Georges de Danemark).
79. Guillaume de Danemark, duc de Gloucester (24 juillet 1689 - 30 juillet 1700) (fils d'Anne et de Georges de Danemark).
80. Marie de Danemark, princesse de Danemark et de Norvège (mort-née le 14 octobre 1690) (fille d'Anne et de Georges de Danemark).
81. George de Danemark, prince de Danemark et de Norvège (mort-né le 17 avril 1692) (fils d'Anne et de Georges de Danemark).
82. Princesse sans nom (mort-née le 23 mars 1693) (fille d'Anne et de Georges de Danemark).
83. Enfant sans nom (mort-né le 21 janvier 1694) (enfant d'Anne et de Georges de Danemark).
84. Princesse sans nom (mort-née le 18 février 1696) (fille d'Anne et de Georges de Danemark).
85. Enfant sans nom (mort-né le 20 septembre 1696) (enfant d'Anne et de Georges de Danemark).
86. Enfant sans nom (mort-né le 25 mars 1697) (enfant d'Anne et de Georges de Danemark).
87. Enfant sans nom (mort-né en décembre 1697) (enfant d'Anne et de Georges de Danemark).
88. Prince sans nom (mort-né le 24 janvier 1700) (fils d'Anne et de Georges de Danemark).
89. George II, roi de Grande-Bretagne et d'Irlande, électeur de Hanovre (10 novembre 1683 - 25 octobre 1760) (fils de George Ier et de Sophie-Dorothée de Brunswick-Lunebourg).
90. Caroline d'Ansbach, reine de Grande-Bretagne et d'Irlande, électrice consort de Hanovre (1er mars 1683 - 20 novembre 1737) (épouse de George II).
91. Frédéric de Galles, prince de Galles, duc d'Édimbourg et de Cornouailles (1er février 1707 - 31 mars 1751) (fils de George II et de Caroline d'Ansbach).
92. Augusta de Saxe-Gotha-Altenbourg, princesse de Galles, duchesse d'Édimbourg et de Cornouailles (30 novembre 1719 - 8 février 1772) (épouse de Frédéric de Galles).
93. Édouard-Auguste de Grande-Bretagne, duc d'York et d'Albany, héritier du trône de Grande-Bretagne et d'Irlande du Nord (25 mars 1739 - 17 septembre 1767) (fils de Frédéric de Galles et d'Augusta de Saxe-Gotha-Altenbourg).
94. Élisabeth-Caroline de Galles, princesse de Grande-Bretagne (30 décembre 1740 - 4 septembre 1759) (fille de Frédéric de Galles et d'Augusta de Saxe-Gotha-Altenbourg).
95. Henri-Frédéric, duc de Cumberland et de Strathearn (27 novembre 1745 - 18 septembre 1790) (fils de Frédéric de Galles et d'Augusta de Saxe-Gotha-Altenbourg).
96. Louise-Anne de Galles, princesse de Grande-Bretagne (8 mars 1749 - 13 mai 1768) (fille de Frédéric de Galles et d'Augusta de Saxe-Gotha-Altenbourg).
97. Frédéric-Guillaume de Galles, prince de Grande-Bretagne (13 mai 1750 - 29 décembre 1765) (fils de Frédéric de Galles et d'Augusta de Saxe-Gotha-Altenbourg).
98. Amélie, princesse de Grande-Bretagne (30 mai 1711 - 31 octobre 1786) (fille de George II et de Caroline d'Ansbach).
99. Caroline, princesse de Grande-Bretagne (10 juin 1713 - 28 décembre 1757) (fille de George II et de Caroline d'Ansbach).
100. Prince sans nom (Mort-né le 20 novembre 1716) (fils de George II et de Caroline d'Ansbach)..
101. Georges-Guillaume de Grande-Bretagne, prince de Grande-Bretagne (13 novembre 1717 - 17 février 1718) (fils de George II et de Caroline d'Ansbach).
102. William Augustus de Cumberland, duc de Cumberland (15 avril 1721 - 31 octobre 1765) (fils de George II et de Caroline d'Ansbach).

## Martyrs duXXesiècle
En haut du grand portail ouest de l'abbaye, dix statues commémorent dix martyrs chrétiens du XXe siècle.

## Personnalités françaises
On y trouve aussi deux Français :
- Benjamin de Rohan, duc de Frontenay et baron de Soubise (1583-1642) : frère du duc de Rohan, il est le dernier chef militaire de la résistance calviniste en France ;
- François de La Rochefoucauld, marquis de Montendre (1672-1739), de la branche La Rochefoucauld-Doudeauville : huguenot, il doit fuir en Angleterre, où il s'engage dans l'armée et termine maréchal de Grande-Bretagne (Field Marshal of Great Britain) et chef d'état-major des armées anglaises.

## Dans la fiction
- Dans le film La Grande Menace (1978), l'abbaye est à moitié détruite par la pensée du héros.
- Dans le film La Chute de Londres (2016), une des tours de l'abbaye est détruite par un attentat terroriste.